# Oncophorus gracilentus
Oncophorus gracilentus là một loài rêu trong họ Dicranaceae. Loài này được S.Y. Zeng mô tả khoa học đầu tiên năm 1993.